# Оппліген
Оппліген (нім. Oppligen) — громада  в Швейцарії в кантоні Берн, адміністративний округ Берн-Міттельланд.

## Географія
Громада розташована на відстані близько 19 км на південний схід від Берна.
Оппліген має площу 3,4 км², з яких на 12% дозволяється будівництво (житлове та будівництво доріг), 54,8% використовуються в сільськогосподарських цілях, 32% зайнято лісами, 1,2% не є продуктивними (річки, льодовики або гори).

## Демографія
2019 року в громаді мешкало 641 особа (-3,6% порівняно з 2010 роком), іноземців було 4,2%. Густота населення становила 189 осіб/км².
За віковим діапазоном населення розподілялося таким чином: 21,5% — особи молодші 20 років, 62,4% — особи у віці 20—64 років, 16,1% — особи у віці 65 років та старші. Було 272 помешкань (у середньому 2,3 особи в помешканні).
Із загальної кількості 204 працюючих 67 було зайнятих в первинному секторі, 71 — в обробній промисловості, 66 — в галузі послуг.